# Troianka, Znameanka
Troianka (în ucraineană Троянка) este un sat în comuna Pantaziivka din raionul Znameanka, regiunea Kirovohrad, Ucraina.

## Demografie
Componența lingvistică a localității Troianka
     Ucraineană (98,21%)
     Rusă (1,79%)
Conform recensământului din 2001, majoritatea populației localității Troianka era vorbitoare de ucraineană (98,21%), existând în minoritate și vorbitori de rusă (1,79%).